# Oberwölz Stadt
Oberwölz Stadt är huvudorten i kommunen Oberwölz i distriktet Murau i förbundslandet Steiermark i Österrike. Oberwölz Stadt var tidigare en självständig kommun, men blev den 1 januari 2015 en del av kommunen Oberwölz.